# Vrachtbrief (transport)
Een vrachtbrief, vervoeradres of zendnota is de vastlegging van een overeenkomst betreffende goederenvervoer. De verlader (afzender) komt met de vervoerder overeen dat deze een bepaalde lading in ontvangst zal nemen en vervoeren naar een losadres om de lading af te leveren bij een geadresseerde. Op de vrachtbrief staan de gegevens die nodig zijn om de vervoerovereenkomst uit te voeren.  Uit deze definitie blijkt al dat dit document niet voorzien is bij vervoer voor eigen rekening, bijvoorbeeld een bouwbedrijf dat eigen materialen vervoert, of voor niet-economisch of louter privévervoer, bijvoorbeeld als vriendendienst.
Er zijn diverse soorten vrachtbrieven. Deze verschillen vooral op het gebied van de vorm van transport en de wijze waarop de transporteur zijn administratie afhandelt.

## Welke gegevens bevat een vrachtbrief?
Een vrachtbrief moet de volgende gegevens bevatten:
1. Naam van chauffeur en naam van het bedrijf.
2. Datum van levering bestelling.
3. De plaats en datum van opmaken van de vrachtbrief.
4. Naam en vestigingsplaats van de afzender, vervoerder en ontvanger.
5. De plaats en datum waar de goederen geladen worden.
6. De plaats waar de goederen gelost moeten worden.
7. De aard en het aantal van de colli.
8. De wijze van verpakking.
9. De omschrijving van de goederen.
10. Eventuele bijzondere kenmerken.
11. Het bruto gewicht of een andere hoeveelheidsaanduiding.

Volgens de CMR-condities (zie verder) geldt als "afzender": de contractuele wederpartij van de vervoerder, oftewel de opdrachtgever tot het vervoer. Dat is dus niet per se degene waar de goederen geladen worden. Immers, ook de ontvanger kan opdracht hebben gegeven tot het vervoer, bv. bij een "af fabriek" aankoop. In dit voorbeeld dienen naam en adres van de ontvanger dus óók in het vak 'Afzender' te worden vermeld!
Voorbeelden van veel voorkomende vrachtbrieven zijn:
- de vervoersbrief
- de remboursvervoersbrief
- de CMR-vrachtbrief (zie verder)
- de verhuisvrachtbrief

## Nederland
In de Wet wegvervoer goederen (WWG) is opgenomen dat vrachtbrieven verplicht in het voertuig aanwezig moeten zijn tijdens het transport.
Een vrachtbrief hoeft niet in het voertuig te liggen als er gebruik wordt gemaakt van een geautomatiseerd administratiesysteem. Vrachtbrieven zijn ook niet verplicht bij:
- Levende dieren
- Inboedels bij verhuizingen
- Los gestorte goederen
- Postzendingen
- Goederen die door de minister van Verkeer en Waterstaat zijn vrijgegeven.

In Nederland wordt voor binnenlands transport veelal gebruikgemaakt van de standaard vrachtbrief, zoals deze door de Stichting Vervoeradres is ontwikkeld. Deze vrachtbrief is alleen geldig binnen Nederland. Door het gebruik van deze vrachtbrief valt het transport automatisch onder de Algemene VervoersCondities (AVC2002). De internationale vrachtbrief is eveneens toegestaan voor binnenlands gebruik. Ook hiermee wordt het transport automatisch onderworpen aan de AVC. Bij vervoer van gevaarlijke stoffen moet aanvullende informatie worden vermeld in overeenstemming met de Wet Vervoer Gevaarlijke Stoffen en het ADR.
Voor het vervoer van afvalstoffen (in de zin van de Wet Milieubeheer) is een ander document wettelijk verplicht, de zogenaamde begeleidingsbrief.

### AVC 2002
De Algemene Vervoerscondities zijn neutraal geformuleerd. Er wordt rekening gehouden met de belangen van beide partijen bij de vervoerovereenkomst (verlader en vervoerder).
De voorwaarden zijn een aanvulling op de wettelijke regeling in BW Boek 8. Ze geven een veel meer gedetailleerde en soms net anders geformuleerde regeling.
Belangrijke onderwerpen die op die manier in de AVC 2002 geregeld zijn: de vrachtbetaling (art. 7), de overbelading (art. 4 lid 4 en art. 9 lid 5), de schadevergoeding in geval van vertraging (art. 13 lid 3), het rembours (art. 17), verschillende situaties betreffende opslag (art. 21 en 22) en het pand- en retentierecht (art. 23 en 24).
De voorwaarden geven een praktische invulling van de verplichtingen van vervoerder en verlader. Er is geen discussie mogelijk: de AVC regelt wie wat moet doen.
Voordelen aan het gebruik van de AVC zijn:
1. Verzekeraars hebben de AVC in hun polis opgenomen!
2. De AVC 2002 worden breed in de markt geaccepteerd, zowel door kleine als grote bedrijven.
3. De Algemene Vervoerscondities 2002 zijn tweezijdige algemene voorwaarden, die zijn opgesteld door verladers- en vervoerdersorganisaties.
Namens vervoerders zijn TLN en KNV bij de totstandkoming betrokken, namens verladers is dat de EVO. Ook is door deze organisaties een standaard vrachtbrief ontwikkeld. Zowel de vrachtbrief als de algemene voorwaarden worden zeer breed gedragen door zowel vervoerders als verladers.
De AVC bevat afspraken over aansprakelijkheid, over lossen en laden, over remboursbetaling, over retentierecht, over pandrecht, etcetera.

#### Gebruik van de vrachtbrief
De standaard vrachtbrief is opgebouwd uit genummerde vakken. Elk vak dient op de juiste wijze ingevuld te worden. Een aantal vakken dient verplicht ingevuld te worden, zoals afzender, vervoerder, geadresseerde, laad- en losadres, beschrijving goederen. De vrachtbrief dient duidelijk ondertekend te worden.
Deze vrachtbrief wordt ingevuld door de afzender. De vrachtbrief mag alleen worden ingevuld met een balpen, typemachine of computer. Op de vrachtbrief staan diverse vakken met elk een eigen functie. In sommige gevallen hoeven niet alle vakken te worden ingevuld. De chauffeur die de vrachtbrief gebruikt moet de ontvanger kunnen informeren over de betekenis van de verschillende onderwerpen op de vrachtbrief.

#### Delen
Deze vrachtbrief bestaat uit verschillende delen:
- A1 voor ontvanger, B1 voor afzender en C1 voor vervoerder
- A2 voor vervoerder, B2 voor afzender en C2 voor vervoerder.

### Remboursvervoersbrief
Deze vrachtbrief is bijna identiek aan de vervoersbrief. Het grote verschil tussen deze 2 is dat er bij een remboursvervoersbrief contant aan de chauffeur moet worden afgerekend.
Er zijn 2 mogelijkheden van rembours.
- Rembours: de goederen worden pas geleverd na betaling door de ontvanger
- Rembours vrij zicht: de ontvanger mag de goederen eerst controleren voordat hij betaalt.

#### Invulling
Deze vrachtbrief wordt ingevuld door de afzender. De vrachtbrief mag alleen worden ingevuld met een balpen, typemachine of computer. Op de vrachtbrief staan diverse vakken met elk een eigen functie. In sommige gevallen hoeven niet alle vakken te worden ingevuld. De chauffeur die de vrachtbrief gebruikt moet de ontvanger kunnen informeren over de betekenis van de verschillende onderwerpen op de vrachtbrief.

#### Delen
Deze vrachtbrief bestaat uit verschillende delen:
- A1 voor ontvanger B1 voor afzender C1 voor vervoerder
- A2 voor vervoerder B2 voor afzender C2 voor vervoerder
- A3 voor vervoerder B3 voor vervoerder C3 voor vervoerder.

#### Betaling
Bij een rembourslevering moet het bedrag ter plekke contant door de ontvanger worden voldaan. Het bedrag staat op de vrachtbrief.
Contant betalen kan met:
- Contant geld (euro's)
- Mobiel pinautomaat
- Op een andere, specifiek op de vrachtbrief vermelde wijze.

## CMR (Conventie voor het Internationaal Vervoer van Zaken over de Weg)
De CMR is een internationaal verdrag van de Verenigde Naties. Het verdrag is getekend in Genève op 19 mei 1956 en door zo'n 51 landen geratificeerd. Dat betekent dat alle Europese landen lid zijn van dit verdrag. Ook buiten Europa zijn landen, zoals Libanon en Iran, lid.
Op basis van de CMR heeft de International Road Union (IRU) een standaard CMR-vrachtbrief ontwikkeld. In Nederland wordt deze vrachtbrief uitgegeven door de Stichting Vervoeradres.
De CMR-vrachtbrief is opgesteld in drie talen. Op de achterzijde staat de tekst in nogmaals drie talen. Dit zorgt ervoor dat deze brief in heel Europa herkend en geaccepteerd wordt.
Bij controles door douane en politie dient een vervoerdocument verplicht aanwezig te zijn bij de vervoerde zending. Hoewel dit document als zodanig vormvrij is - zolang de in het CMR-verdrag voorgeschreven minimum informatie er maar op staat, alsmede in geval van gevaarlijke stoffen de daaruit voortvloeiende verplichte extra informatie conform ADR-voorschriften, verdient het gebruik van de standaard CMR-vrachtbrief de voorkeur vanwege de internationale herkenbaarheid.

### Invulling
Deze vrachtbrief wordt ingevuld door de afzender. De vrachtbrief mag alleen worden ingevuld met een balpen, typemachine of computer. Op de vrachtbrief staan diverse vakken met elk een eigen functie. In sommige gevallen hoeven niet alle vakken te worden ingevuld. De chauffeur die de vrachtbrief gebruikt moet de ontvanger kunnen informeren over de betekenis van de verschillende onderwerpen op de vrachtbrief.

### Modellen
Het Nederlandse model van de CMR-vrachtbrief bestaat uit de volgende delen:
- Deel 1: rode opdruk voor afzender
- Deel 2: blauwe opdruk voor ontvanger
- Deel 3: groene opdruk voor vervoerder
- Deel 4: zwarte opdruk voor tweede vervoerder (indien aanwezig).

Het Belgische model van de CMR-vrachtbrief wordt in drie originele exemplaren opgemaakt. Het zijn genummerde drietalige (F, NL, D) documenten; zij worden geleverd door een van de beroepsorganisaties of door een erkende drukker. Het eerste exemplaar is voor de afzender; het tweede en het derde exemplaar moeten bij het vervoer aanwezig zijn, het tweede is voor de ontvanger, het derde voor de vervoerder.

## België
In België geldt als algemene regel dat zowel in nationaal als in internationaal verkeer de CMR-vrachtbrief gebruikt moet worden. Voor verhuizingen en voor vervoer over korte afstand (50 km) kunnen nog 'Belgische' modellen gebruikt worden. In enkele gevallen is een niet-genormaliseerde vrachtbrief toegelaten:
1. afhaling of bestelling aan huis aansluitend bij een vervoer per spoor
2. vervoer met meer dan vier laad- of losplaatsen per dag
3. distributie voor eenzelfde groot- of detailhandel.

### Vrijstellingen
Er zijn ook een aantal vrijstellingen:
- in internationaal en binnenlands verkeer:

- postvervoer
- begrafenisvervoer
- in het binnenlands verkeer, o.a.:

- vervoer met een laadvermogen van minder dan 500 kg
- speciaal vervoer van bagage
- takelen van voertuigen (wegens defect of op vordering van de politie)
- strooidiensten
- (beveiligd) vervoer van geld en waarden
- vervoer van geneesmiddelen, medische apparaten e.d.
In het algemeen gelden dezelfde vrijstellingen ook voor de vervoersvergunning.